# Sigrun Wodars
Sigrun Wodars (Neu Kaliß, Német Demokratikus Köztársaság, 1965. november 7. –) olimpiai bajnok német atlétanő.
Sigrun Wodars volt az 1980-as évek végének egyik legsikeresebb német futója. Fő profilja a középtávfutás volt. Sigrun Wodars az SC Neubrandenburg sportolójaként küzdötte fel magát a világ atlétikai élmezőnyébe. Első jelentősebb nemzetközi eredménye az 1986-os Európa-bajnokságon 800 méteres távon elért ezüstérme volt. Ugyanebben az évben fedett pályán Európa-bajnoki címet szerzett. 1987-ben szintén a 800 méteres síkfutásban világbajnoki aranyérmet ért el. Karrierjének csúcspontja az szöuli olimpián elért olimpiai bajnoki cím. 1989-ben az atlétikai világkupán és a fedett pályás EB-n is ezüstérmes volt, míg a 4×100-as váltó tagjaként aranyérmes. 1990-ben a spliti Európa-bajnokságon megvédte elsőségét a 800 méteres síkfutásban. 1990-ben férjhez ment, Sigrun Grau néven indult az 1991-es világbajnokságon és a barcelonai nyári olimpián, de az előfutamok során kiesett. Kudarcai után visszavonult az élsporttól. Napjainkban is Neubrandenburgban él, pszichoterápia-tanárnőként dolgozik egy szakképző iskolában.

## Fordítás
- Ez a szócikk részben vagy egészben a Sigrun Wodars című német Wikipédia-szócikk ezen változatának fordításán alapul.  Az eredeti cikk szerkesztőit annak laptörténete sorolja fel. Ez a jelzés csupán a megfogalmazás eredetét és a szerzői jogokat jelzi, nem szolgál a cikkben szereplő információk forrásmegjelöléseként.

1. ↑  World Athletics database
2. ↑  World Athletics database